# 2012年中華民國總統選舉
2012年中華民國總統選舉，即中華民國第十三任總統副總統選舉，於2012年（民國101年）1月14日舉行，與第8屆立法委員選舉在同日舉行，為中華民國第5次正、副總統公民直選，採用普通、直接、平等、無記名、單記、相對多數投票制度。
本次選舉共有三組候選人，依號次排序分別為：民主進步黨推薦提名的蔡英文與蘇嘉全（簡稱「英嘉配」）、中國國民黨推薦提名尋求連任的現任總統馬英九與吳敦義（簡稱「馬吳配」）、以及親民黨提名但以聯署方式登記參選的宋楚瑜與林瑞雄（簡稱「宋林配」）。蔡英文與宋楚瑜則皆以在野黨黨魁身份參選，蘇嘉全為時任民主進步黨秘書長，林瑞雄則是唯一不具任何政黨職務的候選人。此次選舉中，兩岸關係、經濟民生與候選人的個人操守成為競選期間的主要議題。
中央選舉委員會於2012年1月14日21時54分宣布開票結果，馬吳配以6,891,139票勝出，當選中華民國第13任總統、副總統，得票率51.6%；英嘉配獲得6,093,578票次之，得票率45.6%；宋林配則以369,588票墊底，得票率2.77%。馬英九順利連任，國民黨在此次選舉後，同時掌握立法院過半席次，繼續完全執政。馬英九、吳敦義於同年5月20日宣誓就任。

## 政治背景
| 選舉項目年別 | 泛藍陣營  | 泛藍陣營 | 泛綠陣營  | 泛綠陣營 |
| 選舉項目年別 | 得票數    | 得票率   | 得票數    | 得票率   |
| --- | --------- | -------- | --------- | -------- |
| 2004年總統副總統選舉 | 6,442,452 | 49.89%   | 6,471,970 | 50.11%   |
| 2004年立法委員選舉 | 4,905,995 | 50.49%   | 4,230,076 | 43.53%   |
| 2005年國大代表選舉 | 1,804,515 | 46.56%   | 1,932,438 | 49.86%   |
| 2005年縣市長選舉及2006年直轄市市長選舉 | 5,710,486 | 52.24%   | 4,741,536 | 43.38%   |
| 2008年立法委員選舉政黨票 | 5,465,988 | 55.9%    | 3,954,993 | 40.7%    |
| 2008年總統副總統選舉 | 7,659,014 | 58.45%   | 5,444,949 | 41.55%   |
| 2009年縣市長選舉及2010年直轄市市長選舉 | 5,463,570 | 45.76%   | 5,755,287 | 48.21%   |

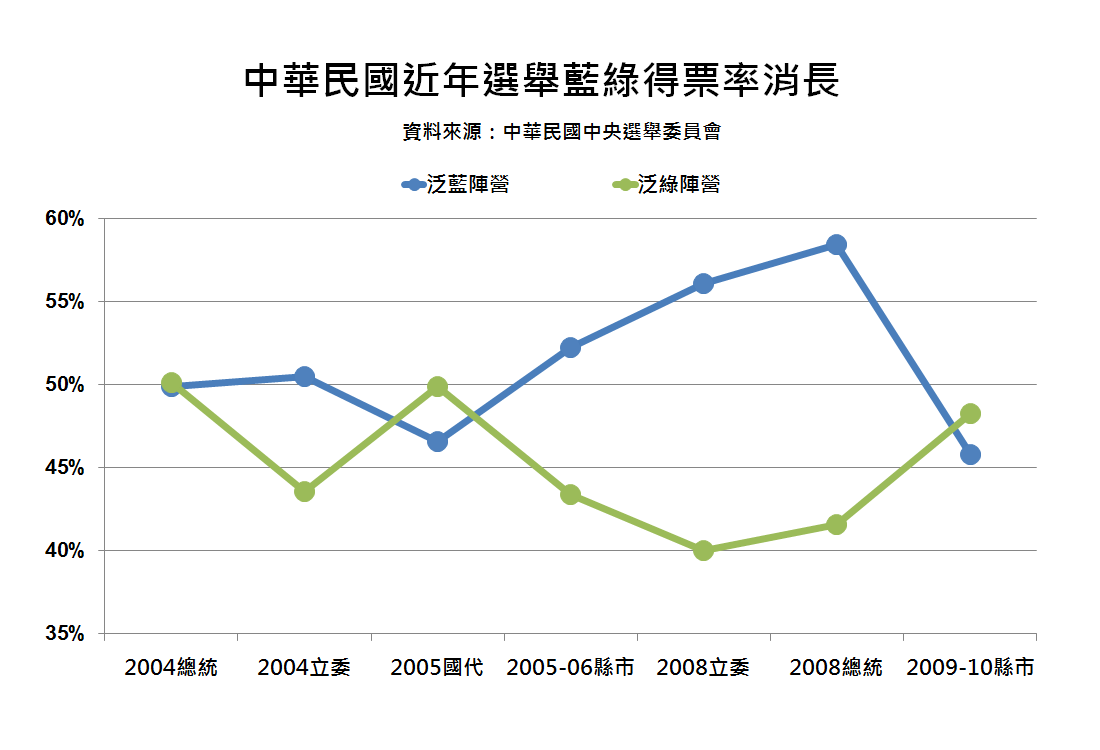
2012年前中華民國近年選舉藍綠得票率消長

| 註： - 泛藍陣營的得票是由中國國民黨、親民黨、新黨及無黨團結聯盟之票數總合計算而得。 - 泛綠陣營的得票是由民主進步黨、台灣團結聯盟、建國黨及制憲聯盟之票數總合計算而得。 - 2008年立法委員選舉的得票數為區域立委得票數加不分區政黨票得票數之總和。 |           |          |           |          |

在2008年總統選舉中，中國國民黨提名的「馬蕭配」以五成八的得票率高票當選，使中華民國完成了第二次的政黨輪替。中國國民黨也在此次選舉後，同時掌握立法院，再次完全執政。然而自上次總統大選，國內的政黨版圖已呈現消長，民主進步黨並在2009年縣市長選舉及2010年直轄市市長選舉的總得票，以四成八的票數略為高過中國國民黨的四成六。
馬英九在總統任內積極推動兩岸協商談判，政府並簽署海峽兩岸經濟合作架構協議（ECFA）等15項協議。在經濟方面，馬英九政府亦成功推動奢侈稅立法、米酒降價、詐欺犯減少等政策。然而，馬英九在競選總統時所提出的「六三三」、「愛臺十二建設」、「股市上萬點」等政見則未能實現。此外，政府在八八水災防災救援不力，則引發廣泛民怨，而失業問題與貧富差距擴大、財政惡化、政策和預算失當、北京當局之打壓、塑化劑事件、大法官提名爭議、夢想家預算爭議等亦使政府聲望大幅滑落。但是台灣大資本家階級，鴻海郭台銘、長榮張榮發、台塑王文淵、遠東徐旭東、潤泰尹衍樑、聯電宣明智、宏達電王雪紅等，都全面公開表態支持馬英九與九二共識。
在2011年4月26日，最大在野黨民主進步黨總統候選人選初選結果揭曉，由黨主席蔡英文勝出成為民進黨總統提名人；同日，時任總統馬英九在中國國民黨內一致通過下，宣布朝連任之路邁進。而在2011年11月15日，中央選舉委員會宣布親民黨主席宋楚瑜公民連署過關，掀起了2012年中華民國總統選舉的序幕。

## 總統副總統候選人

### 資歷
| 號次     | 1 | 2 | 3 |
| 政黨     | 民主進步黨 | 中國國民黨 | 親民黨 |
| 候選職務 | 總統 | 總統 | 總統 |
| 候選人   | 蔡英文 | 馬英九 | 宋楚瑜 |
| 學歷     | - 國立臺灣大學法律系畢業（1978） - 美國康乃爾大學法學碩士（1980） - 英國倫敦政經學院法學博士（1984） | - 國立臺灣大學法律系畢業（1972） - 美國紐約大學法學碩士（1976） - 美國哈佛大學法學博士（1981） | - 國立政治大學外交系畢業（1964） - 美國加州大學國際關係碩士（1967） - 美國公教大學圖書館系碩士（1971） - 美國喬治城大學哲學博士（1974） |
| 簡歷     | - 經濟部首席法律顧問（1993-2000） - 行政院大陸委員會諮詢委員（1994-1998） - 行政院公平會諮詢委員（1995-1998） - 國安會諮詢委員（1999-2000） - 行政院陸委會主委（2000-2004） - 總統府國策顧問（2004-2005） - 立法委員（2004-2006） - 行政院消保會主委（2006-2007） - 行政院副院長（2006-2007） - 民主進步黨主席（2008-2012） | - 蔣經國總統英文秘書（1981-1982） - 總統府第一局局長（1982-1984） - 中國國民黨副秘書長（1984-1988） - 行政院研考會主委（1988-1991） - 法務部部長（1993-1996） - 行政院政务委员（1996-1997） - 臺北市市長（1998-2006） - 中國國民黨主席（2005-2007，2009-2014） - 中華民國總統（2008-時任） | - 行政院簡任秘書（1974-1977） - 行政院新聞局局長（1979-1984） - 中國國民黨文工會主任（1984-1987） - 總統府秘書長（1984-1989） - 中國國民黨秘書長（1989-1993） - 臺灣省主席（1993-1994） - 臺灣省省長（1994-1998） - 第十屆無黨籍總統候選人（2000） - 第十一屆國親副總統候選人（2004） - 親民黨主席（2000-時任） |
| 出生地   | 中華民國臺灣省臺北市 | 英屬香港九龍 | 中華民國湖南省湘潭縣 |
| 號次     | 1 | 2 | 3 |
| 政黨     | 民主進步黨 | 中國國民黨 | 親民黨 |
| 候選職務 | 副總統 | 副總統 | 副總統 |
| 候選人   | 蘇嘉全 | 吳敦義 | 林瑞雄 |
| 學歷     | - 國立臺灣海洋大學水產製造學系畢業（1979） - 國立中山大學公共事務碩士（2001） | - 國立臺灣大學歷史系畢業（1970） | - 國立臺灣大學醫學系畢業（1965） - 國立臺灣大學公衛研究所（1967） - 德國海德堡大學遺傳學博士（1970） - 美國霍普金斯大學公衛博士（1977） |
| 經歷     | - 黨外公政會屏東分會理事（1984-1986） - 國大代表（1986-1993） - 立法委員（1993-1997） - 屏東縣縣長（1997-2004） - 內政部部長（2004-2006） - 行政院農業委員會主委（2006-2008） - 民主進步黨秘書長（2009-2012） | - 臺北市議員（1973-1981） - 南投縣縣長（1981-1989） - 高雄市市長（1990-1998） - 行政院消保會委員（1997-1998） - 立法委員（2002-2009） - 中國國民黨秘書長（2007-2009） - 中國國民黨副主席（2008-2009） - 行政院院長（2009-2012）                                                            | - 國立臺灣大學公衛所副教授（1970-1975） - 堪薩斯大學醫學中心教職（1977） - 馬里蘭大學醫學院教職（1978） - 馬里蘭州衛生部流行病學顧問（1980-1985） - 國立臺灣大學公衛所教授（1985-2006） - 國立臺灣大學公衛學院院長（1993-1996） - 國立臺灣大學醫學名譽教授（2006-時任）                                         |
| 出生地   | 中華民國臺灣省屏東縣 | 中華民國臺灣省臺中縣 | 日治臺灣臺南州 |

### 資格
依據《總統副總統選舉罷免法》第二十二條，僅有中國國民黨及民主進步黨符合「於最近任何一次總統、副總統或立法委員選舉，其所推薦候選人得票數之和，應達該次選舉有效票總和百分之五以上」的資格，可直接提名一組人參選。而依據《總統副總統選舉罷免法》第二十三條，其他政黨及無黨籍之候選人則須需要經過徵求連署，並獲得「最近一次立法委員選舉選舉人總數百分之一點五者」，即連署人數達25萬7695，方可登記為候選人。
依照《中華民國憲法增修條文》第二條規定，總統馬英九以及時任副總統蕭萬長可以競選連任，但蕭萬長於2011年5月31日宣布不競選連任。
此次總統選舉，共有六組人向中央選舉委員會申請為總統副總統被連署人：
- 台灣主義黨推薦的李幸長、吳武明
- 親民黨推薦的宋楚瑜、林瑞雄
- 台灣民族黨及新台灣黨共同推薦的莊孟學、黃國華
- 中華民國臺灣基本法連線推薦的無黨籍人士高國慶、鄧秀寶
- 人民最大黨推薦的許榮淑、吳嘉琍
- 無黨籍人士林金瑛、石翊靖

此外，前總統府國策顧問黃越綏亦曾宣布以獨立總統參選人身份參選，然而由於連署人數僅10萬1931人，黃氏於2011年9月13日宣布退選，未申請連署。
截至2011年11月5日連署書件截止收件，僅親民黨主席宋楚瑜及其搭檔臺大公衛教授林瑞雄達到足夠的連署人數，其餘五組候選人皆失去參選資格。

### 財產申報
根據2011年12月下旬之中央選舉委員會的財產申報資料，蔡英文名下有土地4筆、建物2筆、存款1800萬元等；馬英九與周美青有土地5筆，建物4筆，存款7372萬元等；宋楚瑜和陳萬水有土地1筆，建物3筆，存款1990萬元等。蘇嘉全與洪恆珠有土地6筆，建物2筆，存款1806萬元；吳敦義與蔡令怡有土地2筆，建物1筆，存款1385萬；林瑞雄有建物1筆，存款202萬。

## 政黨內部初選

### 中國國民黨
中國國民黨辦理初選登記期間僅時任總統馬英九一人領表，馬並於2011年4月23日完成登記。2011年4月27日，國民黨中常會正式提名馬英九競選連任。馬英九競選連任辦公室「台灣加油讚」於2011年6月12日成立，執行長為曾任國民黨秘書長的金溥聰。時任副總統蕭萬長因健康因素放棄連任，2011年6月19日，馬英九宣布行政院院長吳敦義為副手，「馬吳配」正式成軍。

### 民主進步黨
民主進步黨臨全會於2011年1月22日，通過在此屆黨內初選採用「全民調」方式產生總統候選人。黨中央於2011年3月21日至3月25日辦理初選登記期間，共有黨主席蔡英文、前行政院長蘇貞昌及前黨主席許信良三人登記，民進黨並於4月9日至4月20日期間舉辦四場電視政見發表會。
在2011年4月25日至4月26日期間，民進黨完成了總統初選全國民調，由黨主席蔡英文以平均四成三支持率獲得勝利，成為民主進步黨總統選舉候選人，提名結果於2011年5月4日正式公告。蔡英文競選總統辦公室於2011年7月11日揭牌，2012總統暨立委選舉委員會主任委員由前行政院長蘇貞昌出任、前行政院長謝長廷擔任總指揮、前行政院長游錫堃出任總督導、黨秘書長蘇嘉全則擔任執行總幹事。2011年9月9日蔡英文宣布黨秘書長蘇嘉全為副手人選，「英嘉配」 正式成軍。

## 公民連署過程

### 被連署人

#### 黃越綏
前總統府國策顧問黃越綏女士，於2011年5月16日宣布以獨立總統參選人身份參選，提出「住民自決、公投建國」的主張，共同為台灣國家發展的歷史見證，並將選戰定調為「獨愛台灣」。黃越綏亦曾提出以司法改革與人權提升，及轉型正義落實等十大政見，展現其參選的企圖心。2011年6月11日，黃越綏於臺北市萬華區成立競選總部，為首位成立競總部的總統參選人。然而，由於連署人數僅10萬1931人，黃氏於2011年9月10日舉行「退選」記者會，並表示將轉向支持民進黨「英嘉配」，以展現泛綠團結的力量。也因此，黃並未正式向中選會正式申請為被連署人。

#### 林金瑛、石翊靖
世界大道中央總部會長林金瑛女士，於2011年6月30日宣布以無黨籍身分參選總統，副手人選為前國代石翊靖。林金瑛強調自己的阿美族原住民身份，表示參選的理由之一，便是現在的政府，在八八水災後並沒有好好安置對待原住民族人，「為了爭取原住民的尊嚴與土地」，決定捲土重來，參選總統。林希望政府把土地還給原住民族人，並承諾將有別於國、民兩大政黨，「當全民總統、成立全民政府」，發表「救國救民，窮人大翻身」等政見。2011年9月20日，林金瑛及石翊靖向中選會正式登記為被連署人。然而，截至2011年11月5日連署書件截止收件，由於林金瑛、石翊靖僅提出391份連署書，未達25萬7695人連署門檻，因此失去參選資格。

#### 李幸長、吳武明
無殼蝸牛運動發起人李幸長於2011年8月21日宣布參選總統，副手人選為台灣主義黨副主席吳武明。李幸長並發起「明月聯盟」，訴求「居住正義」、「非核家園」、「杜絕財團干政」、「甲阿共仔政黨輪替（與中共政黨輪替）」。李幸長及吳武明於2011年9月16日向中選會正式登記為被連署人，並於9月21日提出完整政策白皮書，意向帶給全國人民「新幸福」的「幸、武」配，誓言將國家帶領走向真幸福世界。 李幸長亦獲得前民進黨主席許信良、施明德連署支持。然而，由於李幸長、吳武明僅取得3萬多份連署書，且並未將連署書送審，因此失去參選資格。

#### 宋楚瑜、林瑞雄
親民黨主席宋楚瑜，於2011年9月1日接受年代電視專訪時，宣布將在9月15日至中央選舉委員會領表，參加總統選舉連署，並表示「連署破百萬，我參選」。宋楚瑜宣布樂意接受徵召、為民服務，並表示參選有兩大原因，一是馬英九「讓人不滿意」，其次宋認為蔡英文「讓人不放心」。2011年9月20日，宋楚瑜宣布臺大公衛教授林瑞雄為副手人選，「宋林配」 正式成軍。事後，宋則宣示「我只要過門檻，我會參選到底」，並坦承要達成百萬門檻十分困難。截至2011年11月5日連署書件截止收件，歷經一個多月的連署，親民黨共取得51萬9289份連署書，在自行剔除不符規定之連署書後，將剩餘的46萬3259份透過臺北市選舉委員會送交中選會。2011年11月15日，中選會宣布宋林配連署過關，發給「完成連署證明書」。

#### 莊孟學、黃國華
台灣民族黨於2011年9月13日徵召黨副秘書長莊孟學參選總統，副手人選則由新台灣黨主席黃國華擔任。台灣民族黨及新台灣黨表示此次參選目的並不在於贏得總統權位，而是要爭取發言權，發展組織擴大基礎，推展台灣民族運動，並以幫助蔡英文當選為目的。莊孟學則在參選聲明表示，希望藉此次選舉活動「向台灣及國際社會宣示台灣主權應由台灣住民公投決定，及中華民國流亡政府在台灣沒有統治的合法性」。莊亦主張「台灣人有權利也有必要執行轉型正義」，並痛批「馬英九集團偽造九二共識、出賣台灣來換取中共撐腰」。2011年9月20日，莊孟學及黃國華向中選會正式登記為被連署人時，刻意以新臺幣1元、5元硬幣繳交部份連署保證金。然而，由於莊孟學及黃國華僅取得不到1萬份連署書，且並未將連署書送審，因此失去參選資格。

#### 許榮淑、吳嘉琍
人民最大黨主席許榮淑女士於2011年9月19日，發表「打拼一世人，懇求恁一票」的演說宣布參選總統，副手人選則由地球公義連線總召吳嘉琍擔任，並於9月20日向中選會正式登記為被連署人。許榮淑表示，希望花百萬元保證金「可以給民眾另外一個選擇」，並舉辦環台「賣骨董、選總統」活動，為大選籌措財源。許亦提出「人人當王雪紅」、「健保免費」等政見，並發起新台幣和人民幣匯率一比一的公投，及表達聲援前總統陳水扁的立場。然而，由於許榮淑及吳嘉琍僅取得不到2萬5800份連署書，且並未將連署書送審，因此失去參選資格。

#### 高國慶、鄧秀寶
中華民國臺灣基本法連線推舉前慶生醫院院長高國慶及新竹市政府市政顧問鄧秀寶女士為總統及副總統參選人，並於2011年9月20日向中選會正式登記為被連署人。高國慶以「創造臺灣大未來，不統不獨新共識，長富久安心制度」為選舉訴求，並承諾「維持臺海現狀」、「提升兩岸生活」、「推動全球民主」、「創造世界首都」，及警告民眾「醫療體系快崩潰了」。高亦提出「司法該改革了」、「主權要更鞏固」、「財稅該健全了」、「環境該保護了」、「人權該提升了」等二十項要求。然而，由於高國慶及鄧秀寶並未將連署書送審，且連署書份數也未公佈，因此失去參選資格。

### 連署結果
| 所屬政黨     | 所屬政黨               | 被連署人     | 被連署人     | 連署人數 | 連署人數 | 連署人數 | 連署人數     | 結果    |
| 所屬政黨     | 所屬政黨               | 總統         | 副總統       | 連署份數 | 送審份數 | 合格份數 | 收件單位     | 結果    |
| ------------ | ---------------------- | ------------ | ------------ | -------- | -------- | -------- | ------------ | ------- |
|              | 台灣主義黨             | 李幸長       | 吳武明       | ~ 30,000 | 0        | －       | －           |         |
|              | 台灣民族黨及新台灣黨   | 莊孟學       | 黃國華       | < 10,000 | 0        | －       | －           |         |
|              | 親民黨                 | 宋楚瑜       | 林瑞雄       | 519,288  | 463,278  | 445,864  | 臺北市選委會 |         |
|              | 中華民國臺灣基本法連線 | 高國慶       | 鄧秀寶       | 未公佈   | 0        | －       | －           |         |
|              | 人民最大黨             | 許榮淑       | 吳嘉琍       | < 25,800 | 0        | －       | －           |         |
|              | 無黨籍                 | 林金瑛       | 石翊靖       | 391      | 391      | 313      | 臺北市選委會 |         |
| 送審份數總計 | 送審份數總計           | 送審份數總計 | 送審份數總計 | 463,669  | 463,669  | 463,669  | 463,669      | 463,669 |
| 合格份數總計 | 合格份數總計           | 合格份數總計 | 合格份數總計 | 446,177  | 446,177  | 446,177  | 446,177      | 446,177 |
| 合格率       | 合格率                 | 合格率       | 合格率       | 96.23%   | 96.23%   | 96.23%   | 96.23%       | 96.23%  |
| 門檻         | 門檻                   | 門檻         | 門檻         | 257,695  | 257,695  | 257,695  | 257,695      | 257,695 |

### 連署後續效應
2011年10月31日，李幸長及吳武明、林金瑛及石翊靖、高國慶及鄧秀寶、莊孟學及黃國華、許榮淑及吳嘉琍等五組正副總統被連署人在立法院門口抗議《總統副總統選舉罷免法》連署及保證金規定違憲，但司法院大法官早已在1998年（民國87年）10月22日解釋《總統副總統選舉罷免法》等法規就連署及保證金之規定並不違憲。

## 政見發表與競選承諾

### 蔡英文、蘇嘉全
競選口號：「Taiwan Next 現在決定未來！」、「台灣第一女總統」。

#### 十年政綱
十年政綱以「面向世界」、「公平正義」兩個核心理念貫穿全部主張，內容涵蓋六大主軸，包括：
- 就業導向的優質經濟。
- 公平分配的互助社會。
- 永續發展的安全環境。
- 多元開創的教育文化。
- 人民參與的民主深化。
- 多邊穩定的和平戰略。

十年政綱共分為十八篇：
| 十年政綱內容摘要 | 十年政綱內容摘要 |
| ---------------- | --- |
| 總綱             | 進入二十一世紀，國際局勢與內在環境的變化迅速而劇烈，舊思維已經無法因應新挑戰，我們需要用新的態度和方法，提出根本對策，引領國家向前。                                               |
| 就業、產業與勞工 | 發展就業導向的經濟發展策略，揚棄只追求GDP成長的舊思維，轉為「創造就業、提升所得、安全勞動」等可以讓人民幸福的新目標。                                                              |
| 兩岸經貿         | 以提升國際競爭力為目標，努力在全球分工體系中掌握關鍵的地位，保持技術領先，來和中國建立互惠、和平、對等的經貿關係，納入台灣的全球佈局中，「與世界一起面向中國」。                   |
| 住宅             | 由政府負起人民居住的責任，改變過去鼓勵投機的住宅政策，杜絕房地產投機炒作，調整房屋供需結構，並提供弱勢者租屋補助、建立社會住宅，實現居住正義。                                     |
| 社會福利         | 建構完整的社會安全網，有效回應人口老化、少子化、家庭解組、失業增加、工作貧窮擴大等風險對於人民生活的衝擊。保障勞動者的權益、縮小貧富差距、讓國民擁有長照制度等的社會福利。         |
| 性別             | 因應新時代的需求，實踐性別主流化價值，建構一個能平衡工作及家庭的性別平等環境，讓女性可以兼顧家庭與自我實現。同時也建立性別平等制度，尊重不同性傾向者之人權。                       |
| 教育             | 保障教育資源及機會均等、加速幼托整合、逐步推動兒照及教育公共化，推動實施12年國教、擴大高等教育公共化，提升高等教育品質，讓教育成為培養文明與現代國民的基床。                       |
| 文化             | 保存台灣各族群的文化資產，強化台灣常民文化的發展基礎， 讓台灣人以自己過去擁有的在地歷史、文化與族群特色為榮。並擴大文化投資，帶動延伸性文創產業發展。                              |
| 族群             | 推動多元而對話的族群政策，賦予各族群語言「國家語言」的地位，並落實原住民自治權。接納各族群所背負的歷史認同，讓族群文化成為彼此支持和發展的力量，以確保族群間的平等與共存共榮。     |
| 司法改革         | 建立「人民的司法」，以人權保障及人民利益為核心，由總統推動司法改革， 擴大人民對司法的參與及監督，提昇司法品質及可親性，落實司法為民、司法公正、獨立的理念。                        |
| 農業             | 重新肯定農民、農業與農村，提高糧食自給率，落實安全農業、獎勵有機農業、健全農業產銷制度。重視「永續農業」在糧食安全、生態保育、社會安定、生物多樣性等戰略價值。                     |
| 財政與稅制       | 國家永續經營，實踐世代正義；強調支出效率、降低債務、賦稅公平及地方財政自治化。 |
| 金融             | 應穩健發展金融服務，嚴防資產泡沫形成，防止金融壟斷，健全產業結構，提升效率，鼓勵創新，保障金融消費者的權益，並應濟貧扶弱、協助中小企業、支援產業創新活動。                         |
| 科技             | 科技的發展方向與資源配置，應滿足社會整體需求，提升人民幸福感。未來科技發展將從知識經濟、創意與文化、及永續發展的層次，重新打造新智慧生活所須的科技架構。                           |
| 環境             | 調整過去「唯開發主義」心態，轉向「以生態為中心」的發展模式，注重國土復育與防減災，注重水資源管理及生態保育，以全新的思維來推行「綠色新政」。                                       |
| 國家安全戰略     | 以堅持公益等普世價值作為國際交往的共同基礎，以戰略互利尋求穩定機制，建構兩岸和平穩定的互動架構，推動全球經貿佈局下的兩岸經貿關係，同時也展現自衛決心，強軍保台。                   |
| 民主             | 未來台灣應以「多元民主」、「永續民主」與「民主治理」的核心理念，建構民主機制，擴大民主參與，深化民主內涵，確保民主憲政的健全運作，提升社會對民主的信任。                           |
| 能源             | 將能源安全視為國家安全，並積極發展再生能源、提高發電與輸電效率、節約能源，以達2025非核家園計畫。同時促進產業與工業發展模式變革，建構結合能源安全、環保與經濟成長的新經濟成長引擎。 |
| 區域發展與治理   | 確保不同區域人民的基本生活品質，打造多核心的國土發展，讓首都伸展、經濟南進、鄉村活化，也讓每個區域有公平均等的發展機會，落實權責相符的地方自治。                                   |

#### 政策白皮書
蔡英文及蘇嘉全提出的政策白皮書，包括：
| 蔡英文及蘇嘉全政策白皮書內容摘要 | 蔡英文及蘇嘉全政策白皮書內容摘要             | 蔡英文及蘇嘉全政策白皮書內容摘要 |
| -------------------------------- | -------------------------------------------- | --- |
| 社會福利                         | 普及福利， 公平社會。                        | 社會保險的涵蓋率仍未普及。臺灣的社會保險是社福利制度的三大支柱之一，因應疾病、職業災害、失業、老年經濟安全、遺屬照顧等的各種社會風險。以2009年為例，全民健康保險涵蓋率99.6%，幾近普及全民。但是，老年經濟安全保障的涵蓋率因國民年金保險納保率偏低而無法達到全民均涵蓋入老年經濟安全網。                                  |
| 勞動                             | 穩定就業， 勞資對等。                        | 居高不下的失業率：長期失業與青年失業。2008年9月金融海嘯引發全球經濟危機後，臺灣出現史上第三波失業潮。除了部分國、高中學歷外，就屬無職場歷練的初次求職者。因此，如何協助青年能夠在離開學校後，迅速且順利地進入「穩定的」的勞動市場之中，絕對是臺灣目前就業和教育體制的共同課題。                                          |
| 性別                             | 在地安居， 平等多元。                        | 參政、決策與性別主流化。性別主流化在2003年民進黨執政期間開始推動，是我國政府實施性別平權政策的具體行動策略，過去幾年的努力，除了對公務體系持續進行性別平權意識的培訓外，也逐步建立可檢視的性別政策機制。政黨輪替迄今，性別主流化依然停留在行政院，無法推動到其他政府機關包括總統府和其他四院。                           |
| 廣電                             | 鼓勵多元競爭， 促進優質內容， 確保公民權益。 | 扭曲的廣電生態。台灣廣播電視長期遭黨政軍勢力壟斷，淪為政治控制的工具，節目普遍欠缺文化價值，新聞長期充當傳聲筒，角色錯亂。解嚴後，廣電媒體快速商業化，雖然頻道數量倍增，表面上言論市場開放，民眾選擇增多，但開放之初，國民黨政府對於市場秩序欠缺妥善規劃與管理，且漠視廣電媒體在文化上的重大影響力，致使廣播發展停滯。   |
| 原住民族                         | 行動與尊嚴。                                 | 基於尊重原住民族為台灣的主人以及為達成維護原權的目標，我們提出以下政策主張：總統代表政府向原住民族道歉。由國家設置調查和解委員會，調查殖民政權進入後原住民族過去因流失土地、失去語言、失去文化等所受不公正侵害並給予適當補償；任何調查結果產生前，由總統代表政府為四百餘年多原住民族所遭遇殖民政權的剝奪向原住民族道歉。 |

#### 非核家園
蔡英文及蘇嘉全提出2025非核家園計畫，並表示替代核能，同時確保供電穩定和國家安全，主張：
- 核四廠不商轉，核一、二、三廠不延役，並借鏡日本福島核災之應變經驗，嚴格監督除役前之運轉安全。
- 以提升火力發電效率、增加再生能源發電比重來擺脫核能依賴，新增電廠優先選擇天然氣發電。
- 以產業結構的逐年調整、節約用電等措施來降低用電之成長，同時降低二氧化碳之排放。

#### 其他政見
國家論述
- 「台灣就是中華民國，中華民國就是台灣」。 [63][64]

兩岸論述
- 台灣共識：透過公開與透明的民主程序，匯集國內包括人民及各政黨的共識，與中國進行互動、協商與對話，來面對中國崛起與台灣的挑戰[65]。
- 和而不同、和而求同：兩岸必須和平發展；台灣與中國彼此不同，在歷史記憶、信仰價值、政治制度、社會認同方面都不一樣；但台灣與中國，有共同的責任和利益，就是追求和平穩定的關係，掌握繁榮發展的契機[66]。

客家政策
- 蔡英文強調自己是客家人，父親蔡潔生為屏東縣枋山鄉楓港客家人；並強調「十年政綱」多元族群觀念，表示客家人有優良的傳統與文化，並承諾當選後，將更加重視多元台灣族群文化的發展[67]。

原住民族政策
- 蔡英文表示自己有台灣原住民血統，祖母是屏東縣獅子鄉排灣族；並於「原住民族政策白皮書 ─ 行動與尊嚴」中，主張總統代表政府向原住民族道歉，由國家設置調查和解委員會，補償原住民族過去流失的土地、失去的語言、失去的文化等所受不公正侵害[68]。

### 馬英九、吳敦義

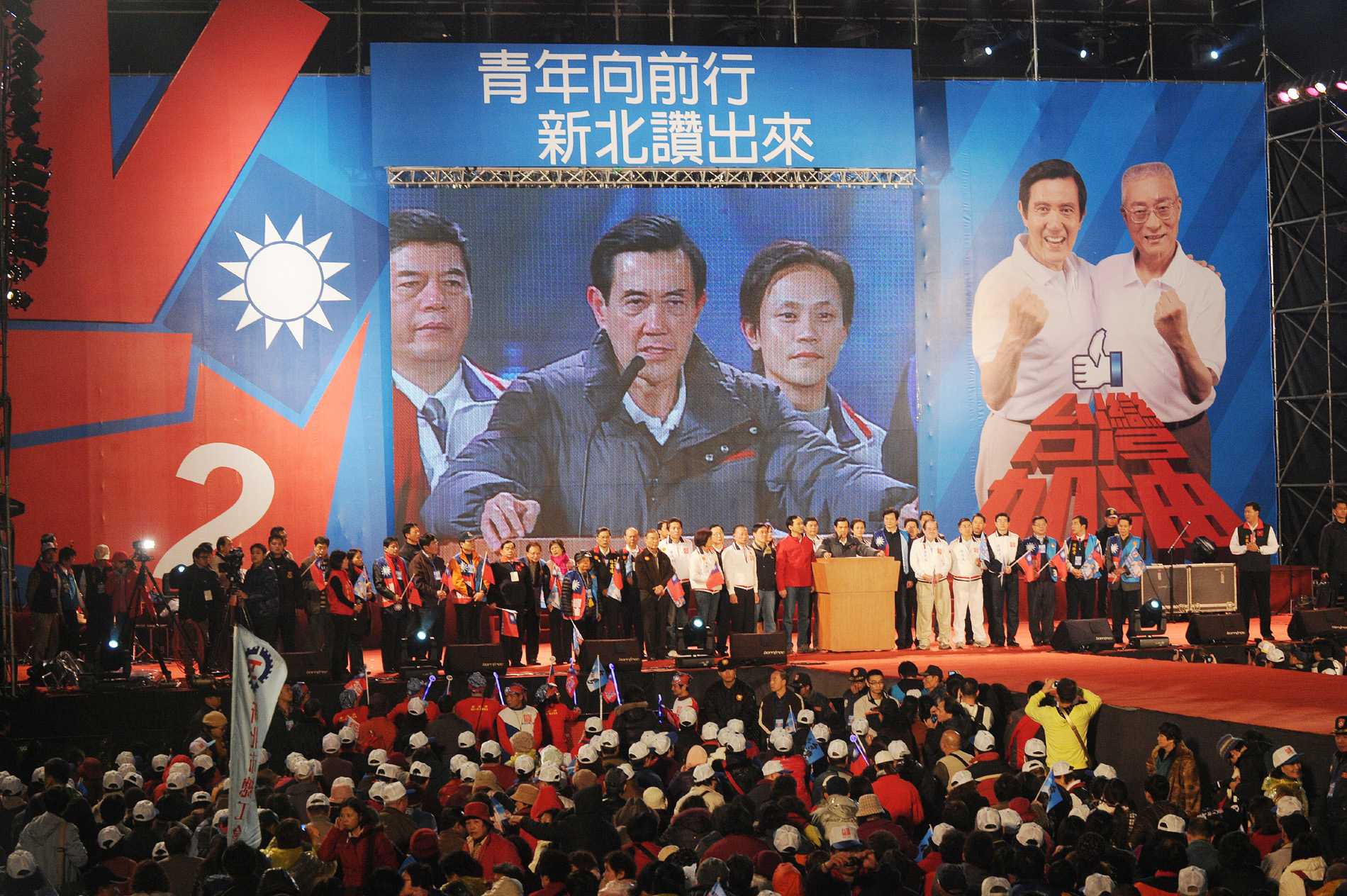
國民黨總統候選人造勢晚會活動

競選口號：「台灣加油讚」

#### 黃金十年
馬英九及吳敦義主張「在自信中開放、在創新中發展、在公義中前進」，建構「和平的十年、建設的十年、幸福的十年」，並提出四個確保：

- 確保中華民國主權的獨立與完整。
- 確保台灣的安全與繁榮。
- 確保族群和諧與兩岸和平。
- 確保永續環境與公義社會。

馬吳亦提出八大願景：
| 黃金十年八大願景 | 黃金十年八大願景                                           | 黃金十年八大願景                                             |
| ---------------- | ---------------------------------------------------------- | ------------------------------------------------------------ |
| 活力經濟         | 經濟繁榮，成果共享。                                       | 開放布局、科技創新、樂活農業、結構調整、促進就業、穩定物價。 |
| 公義社會         | 公平正義、均富安康。                                       | 均富共享、平安健康、扶幼護老、族群和諧、居住正義、性別平等。 |
| 廉能政府         | 廉政改革，人權司法，效能服務，齊步揚升。                   | 廉政革新、效能躍升。                                         |
| 優質文教         | 打造我國成為優質文化大國及東亞高等教育重鎮。               | 文化創意、教育革新。                                         |
| 永續環境         | 節能減碳新能源，保安保育好環境。                           | 包括綠能減碳、生態家園、災害防救。                           |
| 全面建設         | 全面推動國家軟硬體基礎建設，促進區域均衡、提升國家競爭力。 | 基礎建設、海空樞紐、便捷生活、區域均衡、健全財政、金融發展。 |
| 和平兩岸         | 鞏固主權，壯大台灣，兩岸和平。                             | 包括兩岸關係、國防安全。                                     |
| 友善國際         | 讓中華民國在國際社會受人尊敬、讓人感動。                   | 擴大參與、人道救援、文化交流、觀光升級。                     |

#### 兩岸和平協議
馬英九及吳敦義主張在通盤評估國內外情勢發展，審酌推動兩岸商簽和平協議，以維護兩岸永續和平。馬英九表示簽署和平協議，還必須符合「一個架構、兩個前提、三個原則和四個確保」等十大保障，並提出要公投等訴求：
- 一個架構：中華民國憲法、九二共識的基礎。
- 兩個前提：國內民意高度共識、兩岸累積足夠互信。
- 三個原則：國家需要、民意支持、國會監督。
- 四個確保：確保中華民國主權獨立完整、確保台灣安全繁榮、確保族群和諧與兩岸和平、以及確保永續環境和公義社會。

#### 其他政見
兩岸論述
- 三不政策：主張「不統、不獨、不武」，並引述民意調查之結果。
- 九二共識：一個中國，各自表述。
- 台灣為中華民國的簡稱：馬英九於第一場總統電視辯論及會後記者會時，首度明確表明「台灣」為「中華民國」的國家簡稱與國際通稱，兩者皆是國家，並舉例「英國」為「聯合王國」或「大不列顛及北愛爾蘭聯合王國」的簡稱與通稱，也是馬英九第一次在公開場合中提到「台灣是我的國家」。[72]

客家政策
- 馬英九重申自己的客家血緣，強調客家預算倍增的承諾，不但提前一年達成，更成功推動「客家基本法」和「高普考客家行政類科」，兩個第一的創舉[73]。

### 宋楚瑜、林瑞雄

#### 關鍵四年
宋楚瑜及林瑞雄提出的政策綱領，以「關鍵四年，讓我們共同改造台灣」為主軸，宋楚瑜亦表示政府應：
- 拋開藍綠。
- 致力民生。
- 心中有人民。

親民黨的政策綱領，包括：
| 宋楚瑜及林瑞雄政策綱領主張 | 宋楚瑜及林瑞雄政策綱領主張 |
| -------------------------- | --- |
| 教育                       | 教育體制；政府補貼托育費用，採行「864機制」；常識多一倍，書包減一半。尊師重道；維護教師尊嚴；教師退休金改為可攜式；不適任教師應有退場機制。品學兼優；國民教育向下延伸一年；全面實施營養午餐制度。樂活校園；校園開始綠化與社區化；學校防震建築。 |
| 防災                       | 專責救災單位統籌。一般救災原則為「縣、市救災，中央支援」。重大事件，中央立即投入救災。中央救災單位預設各種災難發生。中央至地方皆建置專責救災人員。裁併救災三級制為二級制。逐年補足救災人力。因地制宜靈活採購救災設備。提升基層救災能力、保障，進而提升救災士氣。全面檢討越域引水制度。建立災難預警制。政府及民間救災救濟物資集結發放統一規劃。強化防災通訊設備。健全災害準備金制度，提高準備金預算。遷村非唯一的做法。 |
| 原住民族                   | 體檢原住民政策，落實原住民族基本法。重建原鄉產業結構，提供在地就業機會。提高對原住民教育投資以促進其人力資本。確保原鄉的醫療服務品質及可近性、加強服務。協助都市原住民之遷移適應。 |
| 農業                       | 農地分級管理，建立與生態條件一致的農業生產環境。提升糧食自給率，並作好安全食品的把關工作。政府應全面調查農地休耕及棄耕狀況，並應提高耕地利用率。設置國家級農業園區，提升區內環境與生態品質。輔導小農走向精緻化農業，中小型農企業走向科學化農業生產。建立有秩序的農業產銷管理，以保障農民基本權益。規範農舍建築要件避免土地破碎。推動直接給付與農業保障制度，以穩定農家所得。建立完整鼓勵年輕人回流農村的配套措施，恢復農村活力。重視農業生產農藥與肥料的管理，以創造無毒農業環境為目標。改制老年農民福利津貼成為未來建立國家退休金體系的一部分。 |
| 五都改造                   | 修正《財政收支劃分法》；中央統籌分配稅款分配採取「只增不減」；秉持「錢權一併下放」原；以公式入法分配稅款。將全國區分為五都五區。區長民選；縣市升格地方公投決定；原住民議員地域性選區。鄉鎮的社福補助擇優辦理等。 |
| 青年                       | 中央政府總預算編足15%教育預算。「青年的兩桶金」；興建青年住宅。讓企業與學校有更緊密的結合。教育部的補助目標從學校移到學生。 |
| 漁業                       | 海巡不該只重緝毒、走私，更該應該肩負打擊不法的任務。國際談判先重申主權，絕不讓漁民自力救濟。休魚、購船、造礁並進，並封港輔導漁民海上養殖。提升漁業就業人口保育觀念，輔導海上養殖技術。嚴格監測漁船漁貨量，海巡機動海上抽檢船隻。彈性運用獎勵青年上船計畫。成立農損保險。更新傳統漁市。 |
| 環境與經濟                 | 嚴肅面對氣候變遷與臺灣地層下陷。經濟發展策略重視國土規劃與復育。推動《國土規劃暨復育法》，作為國家土地管理的基本法規。修正《環境影響評估法》，作為推動國家經濟建設程序的基本規範。推動《溫室氣體減量法》，作為國家經濟發展設計的基本限制條件。推動《能源稅法》，提供國家經濟政策誘因與支持的資源。推動「資訊通信與雲端科技」以及「綠能環保」作為國家重點發展方向。 |
| 社會福利                   | 「扶老攜幼」政策；嬰幼兒的「864」補助計畫表；一位居家照護員照顧兩位社區老人。攜手共創美好社會計劃；協助低收入以及中低收入者，三年內脫離貧窮；提供身心障礙者無障礙的就業市場與生活環境；提供青少年、青年圓夢學習計劃與立足就業市場計劃；提供不幸婦女溫暖庇護場所與創造婦女二度就業機會；確保勞工權益，提供職場充電方案以及平價住宅方案。 |
| 客家福利                   | 整合各大學客家學院，提出客家文化長期發展之政策建議。推動義民節為台灣非物質文化遺產之一。創造客家縣市與鄉鎮就業機會，讓客家年輕人能「雁群返鄉」。振興客家文創產業，應融合多元的生活元素。 |

#### 其他政見
兩岸論述
- 宋楚瑜表示，自己堅持兩岸和平發展，堅守中華民國憲法的基本立場

客家政策
- 宋楚瑜表示自己也是客家人，還能拿出家譜證明，但是只重服務，不會刻意拿來說嘴；並於「客家福利政策綱領」中，主張創造客家縣市與鄉鎮就業機會、振興客家文創產業及推動義民節為台灣非物質文化遺產之一[76]。

原住民族政策
- 宋楚瑜於「原住民族政策綱領」中，主張落實原住民族基本法、重建原鄉產業結構、加強確保原鄉醫療服務及協助都市原住民之遷移適應[77]。

## 選舉議題
此次選舉的主要議題包括：
- 合併選舉
- 主權定位與外交政策
- 國家安全與國防軍備
- 土地認同與原住民政策
- 核能安全與環境保護
- 失業問題與貧富差距
- 房價高漲與青年貧窮
- 財政惡化與稅制公平

## 競選過程
此次選舉的競選過程包括：

| - 米酒降價 - 蘇嘉全農舍與祖墳爭議 - 小英巴士 - 遠見民調轉型 - 民進黨公布不分區立委名單 - 民進黨三隻小豬活動 - 蔡英文改稱執政後會接受ECFA - 和平協議 - 國民黨公布不分區立委名單 | - 馬英九會面陳盈助事件 - 電視辯論與政見發表會 - 華盛頓郵報蔡英文女版羅賓漢爭議 - 蘇嘉全電視只說國語爭議 - 民進黨「嘸採工」月曆事件 - 蔡英文宇昌生技公司投資案 - 馬英九台北銀行與富邦銀行合併案 - 包道格選前專訪發言 - 前總統李登輝現身挺蔡英文 |

### 電視辯論與政見發表會
公視與中央通訊社、中國時報、自由時報、聯合報、蘋果日報邀請三組正副總統候選人，自2011年12月3日起連續三週末於公視舉行電視辯論，三場次辯論長度皆為2小時30分。其中12月3日、17日兩場次由總統候選人參加，12月10日則邀請副總統候選人參與。
| 參與候選人 | 電視辯論時間                | 製播電視台 | 提問方式     |
| ---------- | --------------------------- | ---------- | ------------ |
| 總統       | 2011年12月3日（六）下午2時  | 公視       | 媒體提問     |
| 副總統     | 2011年12月10日（六）下午2時 | 公視       | 媒體提問     |
| 總統       | 2011年12月17日（六）下午2時 | 公視       | 公民團體提問 |

中央選舉委員會所主辦的電視政見發表會依照「總統副總統選舉候選人電視政見發表會實施辦法」共舉辦4場，其中總統候選人3場、副總統候選人1場，自2011年12月23日起三週內舉行完畢。 電視政見發表會沒有設置交互辯論時間，而由候選人各發表政見3次，每次時間為10分鐘。
| 參與候選人 | 電視政見時間                | 製播電視台 |
| ---------- | --------------------------- | ---------- |
| 總統       | 2011年12月23日（五）晚上8時 | 華視       |
| 總統       | 2011年12月30日（五）晚上8時 | 公視       |
| 副總統     | 2012年1月2日（一）晚上8時   | 民視       |
| 總統       | 2012年1月6日（五）晚上8時   | 中視       |

除此之外另有一場由公視所舉辦之「文化界提問會」一場，全稱為「開啟文化元年：文化界提問總統候選人」。
| 參與候選人 | 電視提問時間                    | 製播電視台 |
| ---------- | ------------------------------- | ---------- |
| 總統       | 2011年12月15日（四）下午1時30分 | 公視       |

## 民意調查
在選舉前有多家機構進行民意調查，包括中國時報、聯合報、自由時報、蘋果日報、年代新聞台、遠見雜誌及TVBS 新聞台等。部份機構包括國立政治大學、中國時報、台灣蓋洛普市場調查、遠見雜誌及TVBS 新聞台等亦採用統計模型推估選舉結果。

## 選舉結果

### 全國得票統計
| 1        | 蔡英文、蘇嘉全 | 民主進步黨    | 6,093,578票 | 45.63%                            |                                   |
| 2        | 馬英九、吳敦義 | 中國國民黨    | 6,891,139票 | 51.60%                            | 當選                              |
| 3        | 宋楚瑜、林瑞雄 | 親民黨        | 369,588票   | 2.77%                             |                                   |
| 選舉日期 | 選舉日期       | 2012年1月14日 | 選舉人數    | 18,086,455人                      | 18,086,455人                      |
| 投票率   | 投票率         | 74.38%        | 投票人數    | 有效：13,354,305人 無效：97,711人 | 有效：13,354,305人 無效：97,711人 |

### 各縣市投票結果
| 縣市                                                                         | 選舉人數  | 蔡英文、蘇嘉全 | 蔡英文、蘇嘉全 | 馬英九、吳敦義 | 馬英九、吳敦義 | 宋楚瑜、林瑞雄 | 宋楚瑜、林瑞雄 | 無效票 | 投票率 | 前二名 得票差 |
| 縣市                                                                         | 選舉人數  | 得票數         | 得票率         | 得票數         | 得票率         | 得票數         | 得票率         | 無效票 | 投票率 | 前二名 得票差 |
| ---------------------------------------------------------------------------- | --------- | -------------- | -------------- | -------------- | -------------- | -------------- | -------------- | ------ | ------ | ------------- |
| 臺北市                                                                       | 2,102,664 | 634,565        | 39.54%         | 928,717        | 57.87%         | 41,448         | 2.58%          | 9,669  | 76.78% | 294,152       |
| 新北市                                                                       | 3,074,849 | 1,007,551      | 43.46%         | 1,245,673      | 53.73%         | 65,269         | 2.81%          | 15,215 | 75.90% | 238,122       |
| 基隆市                                                                       | 302,139   | 79,562         | 36.77%         | 128,294        | 59.29%         | 8,533          | 3.94%          | 1,414  | 72.09% | 48,732        |
| 宜蘭縣                                                                       | 358,059   | 135,156        | 52.53%         | 115,496        | 44.89%         | 6,652          | 2.58%          | 2,437  | 72.54% | -19,660       |
| 桃園縣                                                                       | 1,506,311 | 445,308        | 39.85%         | 639,151        | 57.20%         | 32,927         | 2.95%          | 7,610  | 74.69% | 193,843       |
| 新竹縣                                                                       | 384,261   | 89,741         | 30.93%         | 190,797        | 65.76%         | 9,599          | 3.31%          | 2,176  | 76.07% | 101,056       |
| 新竹市                                                                       | 312,118   | 92,632         | 39.49%         | 134,728        | 57.43%         | 7,216          | 3.08%          | 1,628  | 75.68% | 42,096        |
| 苗栗縣                                                                       | 436,219   | 107,164        | 33.18%         | 206,200        | 63.85%         | 9,597          | 2.97%          | 2,600  | 74.63% | 99,036        |
| 臺中市                                                                       | 2,018,158 | 678,736        | 44.68%         | 792,334        | 52.16%         | 48,030         | 3.16%          | 9,953  | 75.76% | 113,598       |
| 彰化縣                                                                       | 1,005,714 | 340,069        | 46.49%         | 369,968        | 50.58%         | 21,403         | 2.93%          | 7,367  | 73.46% | 29,899        |
| 南投縣                                                                       | 411,482   | 123,077        | 42.37%         | 158,703        | 54.63%         | 8,726          | 3.00%          | 2,165  | 71.13% | 35,626        |
| 雲林縣                                                                       | 563,034   | 214,141        | 55.81%         | 159,891        | 41.67%         | 9,662          | 2.51%          | 4,348  | 68.92% | -54,250       |
| 嘉義縣                                                                       | 431,588   | 181,463        | 58.58%         | 120,946        | 39.04%         | 7,364          | 2.38%          | 3,052  | 72.48% | -60,517       |
| 嘉義市                                                                       | 205,711   | 76,711         | 51.04%         | 69,535         | 46.27%         | 4,042          | 2.69%          | 973    | 73.53% | -7,176        |
| 臺南市                                                                       | 1,485,047 | 631,232        | 57.72%         | 435,274        | 39.80%         | 27,066         | 2.48%          | 8,090  | 74.18% | -195,958      |
| 高雄市                                                                       | 2,192,005 | 883,158        | 53.42%         | 730,461        | 44.19%         | 39,469         | 2.39%          | 10,944 | 75.91% | -152,697      |
| 屏東縣                                                                       | 684,517   | 271,722        | 55.13%         | 211,571        | 42.93%         | 9,562          | 1.94%          | 4,571  | 72.67% | -60,151       |
| 臺東縣                                                                       | 178,938   | 33,417         | 30.50%         | 72,823         | 66.47%         | 3,313          | 3.02%          | 1,019  | 61.79% | 39,406        |
| 花蓮縣                                                                       | 263,888   | 43,845         | 25.94%         | 118,815        | 70.30%         | 6,359          | 3.76%          | 1,570  | 64.64% | 74,970        |
| 澎湖縣                                                                       | 77,817    | 20,717         | 45.65%         | 22,579         | 49.75%         | 2,082          | 4.58%          | 543    | 59.01% | 1,862         |
| 金門縣                                                                       | 83,949    | 3,193          | 8.21%          | 34,676         | 89.23%         | 990            | 2.54%          | 316    | 46.67% | 31,483        |
| 連江縣                                                                       | 7,987     | 418            | 8.03%          | 4,507          | 86.60%         | 279            | 5.36%          | 51     | 65.79% | 4,089         |
| 註： - 各縣市得票數領先者使用網底標出。 - 得票數據以中央選舉委員會公佈為準。 |           |                |                |                |                |                |                |        |        |               |

### 選舉結果地圖
| 各鄉鎮市區投票結果 |

- 各縣市得票數領先者地圖 
   馬英九領先   蔡英文領先
- 各縣市得票率地圖
- 各鄉鎮市區得票率地圖

## 後續效應

### 美牛問題
2012年2月，馬英九於總統大選獲勝後就考慮重啟含有瘦肉精的美國牛肉進口，民主進步黨質疑中國國民黨政權以此換取選前美國對台美貿易暨投資架構協定、美簽承諾的具體落實。 然而美國在台協會理事主席薄瑞光對此表示，美牛議題和免簽兩者沒有邏輯上的關聯，美國也不會將這兩項議題放在一起討論，而且後來證據 證實，美牛開放的承諾早在2007年扁政府時期，陳水扁即答應美國開放，並答應在2007年8月22日正式生效，明確證實兩者無直接的關連，並答應臺灣納入免簽計畫一定會在2012年底前完成。 但暗指美國牛肉無法銷臺是TIFA(貿易暨投資架構協定)雙邊談判無法重啟協商的原因之一。 3月8日國安局長蔡得勝表示美國牛肉議題的確和台美貿易暨投資架構協定及美國簽證有關聯。

### 油電雙漲
2012年4月，馬英九政府因宣布油電雙漲導致物價飛漲，高達62.5％的民眾不滿意馬英九的施政表現，只有26％的比率感到滿意。2012年鹿港鎮鎮長補選被視為總統選舉的延長賽，選民對馬英九投下不信任票，民主進步黨候選人黃振彥最後以七成餘的票數，擊敗中國國民黨候選人蔡明忠。

## 政治影響

### 对中国大陸的影响
2012年台湾大选对中国社会造成了一定影响。由于的網路审查人员实行了不插手的监管方式，此次选战得到了数百万人的积极关注，他们通过網路获得选举新闻并在社交媒体上发表评论。中国大陸人民对选举可以如此平稳地进行，落選者蔡英文可以如此体面地认输，马英九可以如此从容地在雨中发表胜选讲话而无需随扈撑伞感到惊讶，与中国大陸官员所受的待遇形成对比。一些大陸的微博用户也对自己不经选举的领导人进行了尖锐的讽刺，并且羡慕于台湾惊人的自由权利。但也有部分大陆网民对台湾的民主选举嗤之以鼻，认为台湾的民主选举并不能代表台湾最真实的民意，例如大陆学者孔庆东就讽刺了马英九的选票“连半个北京都不如”并获得不少大陆网民的赞同。

## 全球各界反應

### 中华人民共和国（中国大陆）
國務院台灣事務辦公室（簡稱國台辦）發言人楊毅14日晚間發表聲明說，大陸願意繼續在反對台獨、堅持「九二共識」的共同基礎上，進一步開創兩岸關係和平發展新局面。而研究台灣問題的上海社會科學研究院國際關係研究所研究員王偉男表示，台灣將給大陸起示範作用，有很多大陸民眾也關心台灣的總統選舉，台灣正在潛移默化的改變大陸。

#### 香港特別行政區
行政長官參選人唐英年祝賀台灣的馬英九成功連任總統，認為是台灣人民肯定馬英九的兩岸政策，期望繼續有一個穩定和平，持續經濟發展的狀況。香港教育學院副教授吳迅榮19日在香港經濟日報撰文，第一句就道出「台灣能，為什麼香港不能。」文章指出，從公民權責和民主發展進程言，香港雙英競逐比台灣失色得多。這次台灣總統選舉中，約8成選民行使他們的公民權責，排隊投票，秩序井然，整個過程肯定給香港公民教育及通識科教師很大衝擊。

### 美国
美國國務院也發表聲明祝賀，並且指出台灣民眾應該對達成最新的民主里程碑感到驕傲。國務院發言人盧嵐發表聲明指出，美國祝賀馬總統在14日的選舉成功，台灣再次舉行自由公平的選舉，台灣民眾應該對達成最新民主里程碑感到驕傲。努蘭在聲明中強調，美國和台灣民眾對持續台海和平與穩定有深入的共同信念，期待與馬總統及兩黨政治領袖繼續合作，確保維繫堅實的經濟與雙方民眾關係。 

### 日本
日本外務省官方網站14日晚間發布外務大臣玄葉光一郎對台灣選舉結果的看法，馬英九先生再度當選，此次選舉圓滿實施，正象徵著民主主義已深根台灣。日本期待台灣相關問題能藉由當事者間的直接對話來和平解決，並以此觀點，期待兩岸間的對話今後能持續進行。台灣是與日本具有緊密經濟關係及人員往來的重要地區，日本政府將本著與台灣繼續維持非官方實質關係的立場，期待日台之間的實質合作關係能持續發展。

### 大韓民國
大韓民國外交通商部發言人於本（17）日下午例行記者會上針對中華民國總統選舉結果表示：韓國政府祝賀馬英九總統於1月14日總統選舉成功連任，並盼藉由本次選舉，使兩岸關係持續發展，並為東亞地區之和平與繁榮帶來助益。韓國政府深盼持續擴韓國與臺灣之實質合作關係。此係韓國外交通商部首度針對臺灣總統選舉發表正式官方立場，也是首度公開表達盼持續擴大與臺灣發展實質合作關係。另外, 朝鮮日報報導馬英九連任總統成功，兩岸之間的經貿整合將更擴大，同時在《韓台斷交20周年》一文指出，韓國政府需要檢討台韓關係，剛好正逢於中華人民共和國與大韓民國建交20周年的時刻。

### 新加坡
新加坡政府對於台灣成功完成總統選舉表示歡迎，並祝賀馬英九總統順利連任。多年來新加坡與台灣關係密切友好，未來將持續加強這種關係。過去幾年來，兩岸致力於擱置爭議、促進合作，這些努力有助於促進區域之和平與穩定，且為區域各國所樂見。

### 欧盟
歐盟外交暨安全政策高級代表艾希頓就中華民國總統大選發表祝賀聲明，肯定民主價值，並對過去4年兩岸關係改善表示歡迎，期待持續朝有利兩岸的趨勢發展。

### 法國
法國國會下議院國民議會議員隆克16日表示，台灣應該捍衛既有的民主自由，美國和歐洲聯盟不承認台灣，他認為是個錯誤。台灣選民選擇現任總統馬英九持續與中國大陸發展經貿交流的政策，可以理解台灣要與中國大陸維持良好的經貿關係，而台灣實在有必要維持政治獨立，絕對不能失去既有的民主、自由和人權。

### 英国
英國外相威廉·海格於14日發表聲明，台灣舉行之總統暨立法委員選舉見證臺灣民主政治的蓬勃發展，本人祝賀馬英九博士連任成功，並期盼兩岸持續透過對話，化解歧見，尋求海峽兩岸人民均可接受的和平解決方案。

### 瑞典
瑞典外交部大臣卡爾·比爾特於14日在其部落格發表對台灣選舉的評論，稱讚台灣民主制度運作良好，必將對中國大陆造成影響。

### 印度
印度智庫學者卡拉喬指出，經濟成就是尋求連任的馬總統選戰主軸。在美國與歐洲面臨二次衰退之際，台灣2010年仍有10.72%的經濟成長、2011年上半年也有5.54%的成長，與中國大陸簽署的ECFA自然對此有所助益。當地的印度時報18日在社論批評說，印度外交政策對台灣關注度不夠，並指出台、印在經濟領域有許多方面的合作等待發掘。文章強調，「已向前衝刺的北京，總不會因為新德里採行相同做法而不悅吧」

### 加拿大
加拿大外交部長John Baird在總統馬英九勝選連任後發表聲明指出，台灣順利並有序的舉行總統與立法委員選舉，再度展現台灣的民主素養。希望台海兩岸持續改進關係，並透過建設性對話，維持兩岸和平與穩定。

### 墨西哥
墨西哥最大報「宇宙日報」17日專文指出，這次台灣總統與立委大選結果與中國大陸、美國兩國利益息息相關，顯示檯面下互爭亞太主導權的企圖心。

### 巴西
巴西「聖保羅州報」資深政治記者Claudia Trevisan撰文指出，馬英九連任成功也代表中國大陆領導人胡錦濤的勝利，因為兩人都致力推動海峽兩岸和平發展，加強經貿交流合作，而北京與台北保持良好關係，也將使胡錦濤在2013年功成身退。他認為，馬英九連任成功也顯示出對許多台灣人而言，經濟比身份認同問題更重要。 

### 
澳洲駐台代表馬克文（Kevin Magee）下午發布聲明表示，澳洲恭賀台灣選舉順利落幕，台灣在這次選舉中展現成熟民主，並恭喜馬總統連任；澳洲與台灣在貿易、經濟及民間交往都有相當重要的關係，期待與台灣進一步加強雙邊關係。馬克文表示，澳洲歡迎兩岸關係近年緊張趨緩，也感謝兩岸雙方努力，期望兩岸繼續合作，進一步朝區域穩定、繁榮方向邁進。

### 相關選舉
- 2012年中華民國總統副總統及立法委員選舉
- 2012年中華民國立法委員選舉
- 2012年中華民國總統選舉全國民意調查
- 2012年竹南鎮鎮長補選
- 2012年鹿港鎮鎮長補選
- 2012年民主進步黨主席選舉

## 腳註

### 內文注釋
1. 1 2 3 4  依總統副總統選舉罷免法第22條，親民黨在此次選舉中並不擁有推薦權。宋楚瑜、林瑞雄係通過公民連署取得資格，法律上並非親民黨之候選人。中央選舉委員會刊登之第13任總統副總統選舉選舉公報中，亦將宋林配的登記方式標示為「連署」而非「親民黨推薦」。但宋楚瑜是親民黨主席，媒體、輿論仍視其為親民黨候選人，且宋並未像參選2006年臺北市市長選舉時宣布不代表該黨參選、請假主席一職。
2. ↑  蔡英文出生時臺北市仍屬臺灣省。
3. ↑  馬英九出生於香港英治時期。
4. ↑  宋楚瑜出生時湖南省仍屬中華民國治權可及之領域。
5. ↑  吳敦義出生時南投縣尚未成立（1950年成立），其出生的草屯鎮仍屬臺中縣管轄。
6. ↑  林瑞雄生於台灣日治時期。

## 外部連結
- 選情資訊：
  - （繁體中文）2012年總統副總統及立法委員選舉 - 選情查詢系統 - 中央選舉委員會
  - （繁體中文）2012年選舉開票、得票分析
- 馬英九：
  - （繁體中文）台灣加油讚
  - （繁體中文）馬英九總統Facebook粉絲團（页面存档备份，存于）
- 蔡英文：
  - （繁體中文）蔡英文
  - （繁體中文）蔡英文Facebook粉絲團（页面存档备份，存于）
  - （繁體中文）蘇嘉全Facebook粉絲團（页面存档备份，存于）
- 宋楚瑜：
  - （繁體中文）親民黨全球資訊網（页面存档备份，存于）